# Sialon
Sialon - jest to klasa materiałów zaliczanych do ceramiki stopowej, charakteryzujących się wysoką twardością 1800 HV, odpornością na ścieranie, stabilnością do temperatury 1900 °C i małą gęstością 3,3 g/cm³. Poprzez prasowanie w temperaturze 1700-1800 °C pod ciśnieniem 30 MPa otrzymuje się azotek krzemu, który ma wiązanie kowalencyjne.
Nazwa sialon pochodzi od angielskiego Silicon Aluminium Oxynitride.  Te materiały powstają w wyniku wysokotemperaturowej reakcji azotku krzemu z tlenkiem glinu.